# Вадковский, Фёдор Фёдорович (сенатор)
Фёдор Фёдорович Вадковский (1756/1757—1806) — камергер, действительный тайный советник, сенатор. Отец декабристов Вадковских.

## Биография
Младший сын генерал-аншефа Фёдора Ивановича Вадковского от его брака с Ириной Андреевной Воейковой родился 21 декабря 1756 (1 января 1757) года. Получил отличное домашнее образование. С рождения, 8 декабря 1758 года, был записан солдатом в Семёновский лейб-гвардии полк и через десять лет произведён в сержанты. Службу начал прапорщиком в январе 1771 года; в 1774 году произведён в поручики, 7 января 1778 года — в капитан-поручики, a 28 июня того же года пожалован в камер-юнкеры.
Вадковский с детства был дружен с Павлом Петровичем. В сентябре 1781 года сопровождал великого князя во время его путешествия по Европе. Будучи в Вене, заслужил такой отзыв Иосифа II: «Месье Вадковский симпатичный молодой человек»; 1 января 1785 года был пожалован в камергеры.
Вступление на престол Павла I повлекло за собой быстрое возвышение Вадковского. Высочайшим указом от 21 ноября 1796 года он был пожалован в генерал-поручики и назначен командовать сформированным Павловским гренадерским полком. Кроме того, был назначен присутствующим в Военной коллегии и мариентальским комендантом. В апреле 1797 года был награждён орденом Св. Александра Невского. Но военная служба его очень тяготила. По словам графа Е. Комаровского, Вадковский целыми днями сидел перед камином в вольтеровском кресле и не ездил ко двору, по поводу своего назначения говорил: «Я должен был принять то, что мне предложили; я его (императора) давно знаю, он шутить не любит, хотя уже 20 лет, как я военную службу оставил». При дворе он поневоле должен был вмешиваться в интриги, поддерживал партию императрицы Марии Фёдоровны и был сторонником Нелидовой. В октябре 1797 года Вадковского постигла опала, он был отстранён от командования Павловским полком, а через год, 27 октября 1798 года, был отставлен от службы с чином действительного тайного советника, с назначением в Сенат.

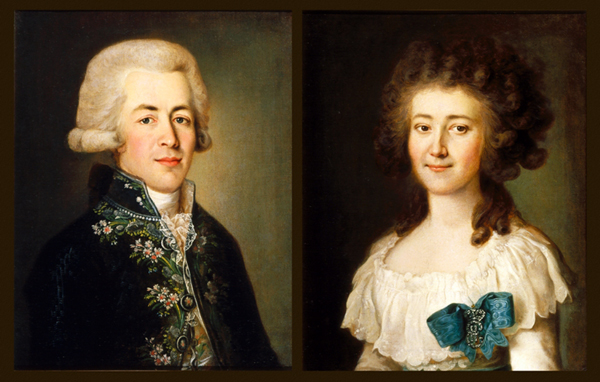
Парный портрет Фёдора и Екатерины Вадковских.
Портреты были написаны по поводу их бракосочетания художником Е. Д. Камеженковым (1789)

По словам современника, Вадковский был человеком просвещённым и гуманным, с природным умом он соединял доброе сердце; он был сибарит и дорого ценил комфорт, которым умел пользоваться. Тепло о нём отзывался князь И. М. Долгоруков:
Я с ним был в приятельских отношениях, когда ездил ко двору играть с ним на театре великого князя. Он меня любил, и я льнул к нему преимущественно пред всеми прочими шаркателями царских чертогов… Вадковский остался и потом хорошим моим приятелем; мы часто видались и в сообщениях наших не было ни коварства, ни принуждения. Редкое преимущество в связи с придворным! Он недолго прожил, томился в мучительном недуге и слишком рано скончался для всех тех, кои способны были разуметь и ценить, несмотря на холодный с виду характер, отличные его достоинства.
Умер 27 августа (8 сентября) 1806 года и был похоронен рядом с родителями на Лазаревском кладбище Александро-Невской лавры.

## Семья
С 2 сентября 1789 года был женат на графине Екатерине Ивановне Чернышевой (1766—1830), старшей дочери фельдмаршала графа Ивана Григорьевича Чернышева от второго его брака с Анной Александровной Исленьевой. В 1778 году Екатерина Ивановна была пожалована во фрейлины. Веселая и живая, умная и энергичная, она была одной из первых красавец двора. В 1782 году в неё был влюблен князь А. Б. Куракин, но сватовство его окончилось неудачей, граф Чернышёв считал невыгодным родство с князьями Куракиными, неугодными Екатерине II за свою дружбу с великим князем Павлом Петровичем. В переписке братьев Куракиных Екатерина Ивановна именовалась «Ma belle» (милая), но с годами она располнела, и стала фигурировать в их письмах под именем «Кадушки».
Выйдя замуж по любви за Вадковского, жила с мужем в Петербурге. Будучи отличной музыкантшей, собирала у себя многочисленное общество. В её доме любил проводить время граф Е. Ф. Комаровский, что едва не было причиной его дуэли с известным щеголем, красавцем и танцором, князем Б. В. Голицыным. Рано овдовев, Вадковская занялась воспитанием своих детей, которым дала прекрасное образование. Последние годы жизни провела в своем имении Пальне Орловской губернии. В 1826 году её сын, Фёдор, писал в своем прошении, что мать его в параличе и слабого здоровья. В браке имела детей:
- Иван (1790—1849), подполковник.
- Павел (1792—1820), камер-юнкер.

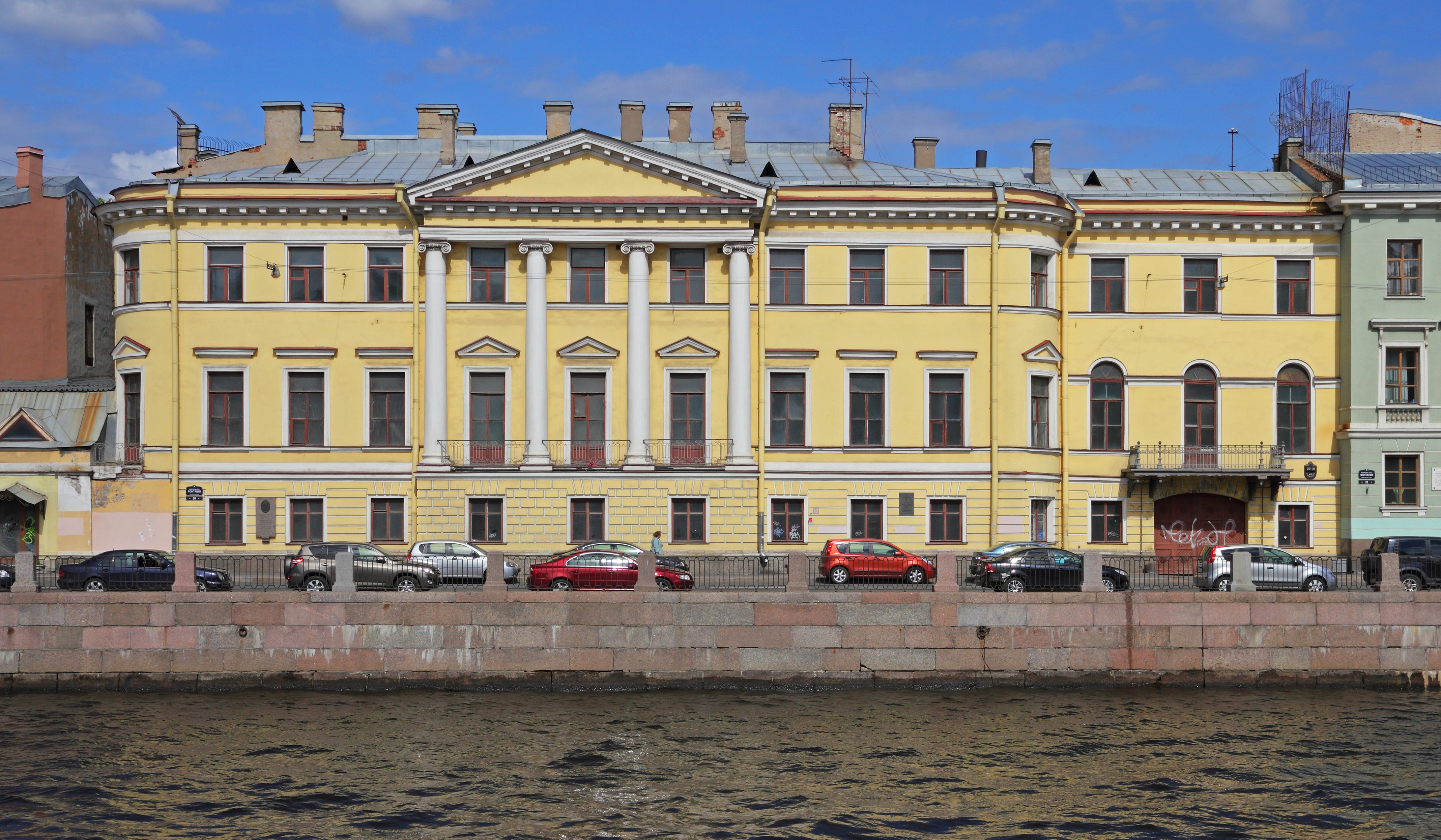
Дом Вадковских на Фонтанке (бывший П. В. Неклюдова)

- Екатерина (1796—1861), с 1816 года замужем за Николаем Ивановичем Кривцовым (1791—1861).
- Софья (06.02.1799[7]—1875), в первом браке с 1816 года была замужем за полковником Петром Михайловичем Безобразовым (1788—1819); во втором браке с 1827 года за астраханским военным губернатором Иваном Семёновичем Тимирязевым (1790—1867).
- Фёдор (1800—1844), прапорщик, декабрист, член Южного общества, осужден на вечную каторгу.
- Александр (1801—после 1845), с 1824 года подпоручик 17-го егерского полка.

Сестры — Софья Федоровна Вадковская-Безобразова-Тимирязева и Екатерина Федоровна Вадковская-Кривцова — активно участвовали в судьбе братьев-декабристов через своих мужей-губернаторов. Они близко дружили с А. С. Пушкиным, В. А. Жуковским. Посаженым отцом на свадьбе Екатерины Фёдоровны был историк Н. М. Карамзин; её единственная дочь — Софья Николаевна Кривцова — стала женой Помпея Николаевича Батюшкова, родного брата поэта Батюшкова.